# Troxochrota kashmirica
Troxochrota kashmirica är en spindelart som först beskrevs av Lodovico di Caporiacco 1935.  Troxochrota kashmirica ingår i släktet Troxochrota och familjen täckvävarspindlar. Inga underarter finns listade i Catalogue of Life.